# Pivovar Hradec nad Moravicí
Pivovar Hradec nad Moravicí (též Pivovar knížete Lichnovského Hradec nad Moravicí) stával v obci Hradec nad Moravicí u řeky Moravice.

## Historie
Pivovar je v areálu hradu poprvé doložen až v 16. století, ale postaven byl pravděpodobně mnohem dříve. V roce 1549 došlo k přesunutí pivovaru pod zámecký kopec, které souviselo s vystavěním nového panského dvora Stránka na břehu Moravice. Nová poloha pivovaru byla také výhodná pro dopravu surovin, které sem byly dopravovány po řece. Během třicetileté války byla v pivovarských sklepích, které se vyhloubily do zámeckého kopce, zřízena mincovna, v níž docházelo k ražení falešných rakouských mincí. Po válce byla obnovena výroba piva, které se vyváželo do okolních obcí. V roce 1825 byl v Opavě založen nový pivovar, který se stal konkurencí pro ostatní pivovary v okolí, které buď konkurenčně likvidoval a nebo skupoval a uzavíral (např. Rolnický pivovar Brumovice). Opavský pivovar stál také za poklesem odbytu hradeckého pivovaru a ten přestal být pro knížecí rod Lichnovských výnosný. Proto od poloviny 19. století docházelo k pronajímání pivovaru. Ovšem ani to nepomohlo a roku 1882 či 1885 došlo k ukončení provozu. Budova byla přeměněna na restauraci s kuželnou a nadále pronajímána. Patřila sice k oblíbeným výletním cílů, ale nájemci neinvestovali do údržby budov a tak byl chátrající areál roku 1921 zbořen.

## Sklepy
Do dnešních dnů se zachovaly pouze sklepy. Severní sklep měl rozměry 9 x 5 x 2,3 m (délka x šířka x výška), prostřední 26 x 6 x 4 m. Třetí sklep je zazděný. Za druhé světové války sem byly umístěny kryty, po válce sloužily jako sklady potravin.

## Podoba
Podoba pivovaru není přesně známá. Pravděpodobně se jednalo o jednopatrovou budovu na půdorysu obdélníka a se sedlovou střechou. V patře se nacházely byt sládka, sušárna sladu a půda, na dvoře pak stáje.